# Mordellistena caliginosa
Mordellistena caliginosa är en skalbaggsart som beskrevs av Liljeblad 1945. Mordellistena caliginosa ingår i släktet Mordellistena och familjen tornbaggar. Inga underarter finns listade i Catalogue of Life.